# Lewinsville (Virginie)
Lewinsville est une zone non incorporée (Unincorporated community) du comté de Fairfax en Virginie.